# プリンス・ヘンドリック・デル・ネーデルランデン (装甲艦)
| 1870年代に撮影された本艦」 |                                                                       |
| 艦歴                       |                                                                       |
| 発注                       | レアード&サンズ                                                       |
| 起工                       | 1865年                                                                |
| 進水                       | 1866年                                                                |
| 就役                       | 1867年                                                                |
| 退役                       |                                                                       |
| その後                     | 1931年に解体処分                                                      |
| 除籍                       | 1931年                                                                |
| 前級                       | デ・ロイテル                                                          |
| 次級                       | Buffel級                                                              |
| 性能諸元                   |                                                                       |
| 排水量                     | 常備：3,376トン 満載：-トン                                           |
| 全長                       | 73.2m                                                                 |
| 全幅                       | 13.4m                                                                 |
| 吃水                       | 5.5m                                                                  |
| 機関                       | 形式不明石炭専焼円缶-基 ＋レシプロ機関1基1軸推進                      |
| 最大出力                   | 2,424hp                                                               |
| 最大速力                   | 12.0ノット（機関航行時）                                              |
| 航続距離                   |                                                                       |
| 燃料                       | 石炭：467トン（満載）                                                 |
| 乗員                       | 230～267名                                                            |
| 兵装                       | 1849年型 22.9cm（13.9口径）連装砲2基 1865年型 12cm（16口径）単装砲4基 |
| 装甲（鉄製）               | 舷側：114mm（水線面主装甲） 主砲バーベット：278mm（最厚部）           |

プリンス・ヘンドリック・デル・ネーデルランデン（Prins Hendrik der Nederlandenr）は、オランダ海軍の装甲艦で同型艦はない。

## 概要
本艦はオランダ海軍が自国の沿岸防衛用に建造した中央砲塔装甲艦である。

## 艦形と武装

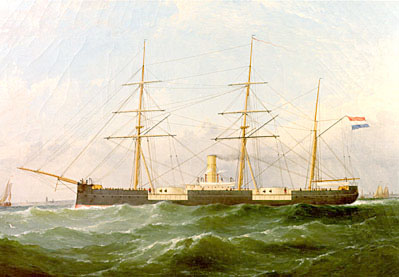
竣工当時の本艦を描いた絵画。砲塔の側面の位置する舷側は戦闘時に下に折れる構造であった。

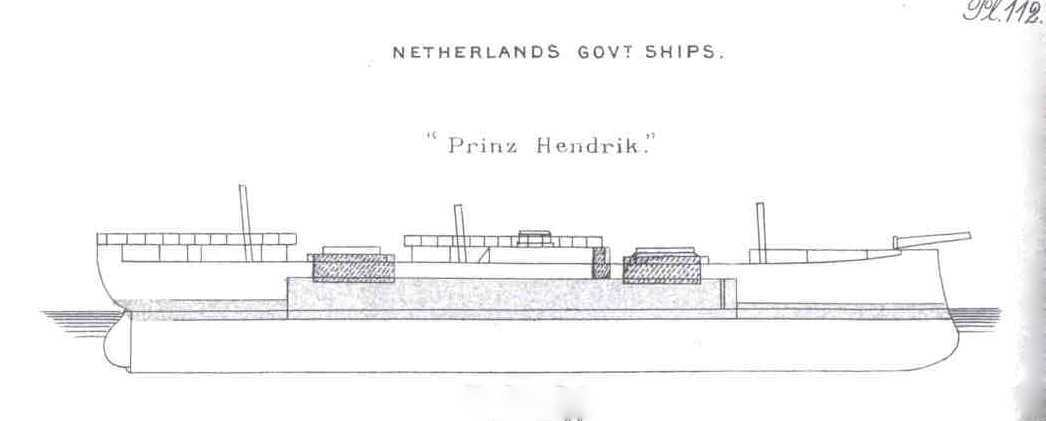
本艦の装甲配置を示した図。

船体の基本形状は艦首水面下に衝角をもつ平甲板型船体に3本の帆走用マストと中央部に1本煙突を持つ当時の一般的な装甲艦の形態である。本級は3,000トン台の小型の艦形でありながら甲板上の前後に主砲の「1849年型 22.9cm（13.9口径）単装砲」を2門ずつ収めた円形のバーベットを持つ。これにより従来の舷側に砲門を持つ艦に比べ、舷側方向への広い主砲火力を持つ事と成った。他に舷側に12cm砲が単装砲架で片舷2基ずつ計4基が配置されていた。これにより前後方向に舷側方向に最大で22.9cm砲2門と12cm砲2門を指向することが出来た。

## 参考図書
- 「Conway All The World's Fightingships 1860-1905」（Conway）
- 「Conway All The World's Fightingships 1906–1921」（Conway）